# Saint-Hilarion (Quebec)
Saint-Hilarion es un municipio parroquial canadiense situado en la provincia de Quebec.

## Superficie
Saint-Hilarion tiene una superficie de 100,3 km².

## Demografía
En 2021, tenía 1146 habitantes, una densidad poblacional de 11,4 hab./km², y 533 viviendas.